# دریاخان
دریاخان (به انگلیسی: Darya Khan) یک شهر در پاکستان است که در پنجاب واقع شده‌است. دریاخان ۱٬۴۸۷ متر بالاتر از سطح دریا واقع شده‌است.